# 伍德里弗鎮區 (伊利諾伊州麥迪遜縣)
伍德里弗鎮區（英語：Wood River Township）是位於美國伊利諾伊州麥迪遜縣的一個行政鎮區。

## 地方資料
根據2010年美國人口普查的數據，伍德里弗鎮區的面積為67.90平方千米，當中陸地面積為64.30平方千米，而水域面積為3.60平方千米。當地共有人口30681人，而人口密度為每平方千米451.86人。